# RSD-10 Pioneer
RSD-10 Pioneer (tiếng Nga: ракета средней дальности (РСД) «Пионер» tr.: raketa sredney dalnosti (RSD) "Pioner"; tiếng Anh: Medium-Range Missile "Pioneer") là tên lửa đạn đạo tầm trung mang đầu đạn hạt nhân, được Liên Xô triển khai từ năm 1976 đến năm 1988. Nó có định danh GRAU là 15Ж45 (15Zh45). Định danh của NATO là SS-20 Saber.
Tên lửa RSD-10 được triển khai là nguyên nhân chính dẫn đến NATO quyết định triển khai thêm nhiều đầu đạn hạt nhân cùng với các tên lửa tầm trung tại Tây Âu. RSD-10 được rút khỏi biên chế sau khi đạt được thỏa thuận Hiệp ước Lực lượng hạt nhân tầm trung năm 1987.

## Đặc điểm kỹ thuật
Tên lửa có chiều dài 16,5 mét (54 ft), đường kính 1,9 mét (6,2 ft) và trọng lượng 37,1 tấn. Nó được phát triển dựa trên tên lửa hai tầng nhiên liệu rắn RT-21 Temp 2S (SS-16 Sinner), do đó còn được gọi là RT-21M Pioneer. Tầm bắn của tên lửa từ 600 đến 5.000 kilômét (370 đến 3.110 mi) đối với phiên bản đầu tiên; phiên bản tên lửa cuối cùng có tầm bắn tối đa 7.500 kilômét (4.700 mi). Ban đầu, tên lửa được trang bị một đầu đạn 1 megaton, hoặc đầu đạn thông thường 1,6 tấn. Ở các phiên bản sau này nó có thể mang theo thêm 1 hoặc 2 đầu đạn (và kể từ năm 1980 là 3 đầu đạn) MIRV 150 kiloton (Pioneer UTTH). Bán kính chính xác của tên lửa cũng giảm từ 550 mét (1.800 ft) xuống 150 đến 450 mét (490 đến 1.480 ft). Tên lửa RSD-10 là tên lửa đạn đạo đầu tiên của Liên Xô sử dụng nhiên liệu rắn thay cho nhiên liệu lỏng, đồng nghĩa với nó có thời gian chuyển trạng thái chiến đấu rất nhanh, thay vì việc phải đợi nạp nhiên liệu cho tên lửa vốn là một công việc mất nhiều thời gian và nguy hiểm.:241
Tên lửa sử dụng Xe mang phóng tự hành (TEL) MAZ-547A/MAZ-7916 được sản xuất tại nhà máy ô tô Minsk, Belarus. Xe TEL ban đầu được thiết kế cho tên lửa đạn đạo liên lục địa RT-21 Temp 2S.
Ngày 10/8/1979, đã tiến hành thử nghiệm phiên bản hiện đại hóa "Pioneer"-UTTKh (15Zh53) tại bãi thử Kapustin Yar. Việc thử nghiệm được tiếp tục đến 14/8/1980, và ngày 17/12/1980 tên lửa với mã hiệu SS-20 Mod3 đã được triển khai. Phiên bản mới sử dụng cùng hệ thống động lực như các phiên bản cũ, nhưng đã nâng cấp cấu trúc điều khiển và các thiết bị khác giúp cải thiện độ chính xác, từ 550 m xuống còn 450 m, và tăng tầm bắn tối đa thêm 10%, tăng diện tích bao phủ của đầu đạn. Phiên bản này được NATO gọi là SS-28 Saber 2.

## Phát triển
Tên lửa RSD-10 được phát triển để thay thế tên lửa R-12 Dvina (SS-4 Sandal) và R-14 Chusovaya (SS-5 Skean) đã có trong trang bị của Liên Xô và khối Warsawa từ năm 1958 và năm 1961. Tên lửa được bắt đầu phát triển từ năm 1966 và ý tưởng thiết kế tên lửa đã được phê duyệt vào năm 1968, với nhiệm vụ được giao cho Viện kỹ thuật nhiệt Moscow đứng đầu là Alexander Nadiradze, người cũng đang thiết kế tên lửa RT-21 Temp 2S vào thời điểm đó. Tên lửa bay thử nghiệm vào năm 1974 và việc triển khai bắt đầu vào ngày 11 tháng 3 năm 1976, với những tên lửa đầu tiên đi vào hoạt động vào tháng 8 cùng năm. Đến năm 1986, có tổng cộng 48 bãi phóng tên lửa bao gồm một bãi tại Pavschino, được trang bị 405 tên lửa RSD-10 dưới sự kiểm soát của Lực lượng Tên lửa Chiến lược Liên Xô.
Có một số giả thuyết về lý do tại sao Liên Xô phát triển SS-20:
- Một số người ở Hoa Kỳ như Richard Perle coi SS-20 là một phần trong nỗ lực cạnh tranh quyền lực trên toàn cầu của Liên Xô.[2]:243
- Một giả thuyết phổ biến cho rằng các hiệp ước SALT đã đặt ra các giới hạn đối với các tên lửa tầm xa, do đó Liên Xô chú trọng hơn vào phát triển các tên lửa tầm trung, vốn không thuộc phạm vi điều chỉnh của SALT.[2]:244
- Một giả thuyết khác cho rằng SS-20 là "đứa con" của dự án ICBM SS-16 đã thất bại. Sau sự thất bại của SS-16, Liên Xô chỉ đơn giản sử dụng công nghệ và các bộ phận vốn được phát triển cho SS-16 để phát triển SS-20.[2]:244
- SS-20 là một phần của nỗ lực của quân đội Liên Xô để phát triển một chiến thuật hạt nhân tinh vi hơn.[2]:244

Trong suốt những năm 1960, việc trang bị tên lửa của Liên Xô bị chi phối bởi các ý tưởng của Bộ trưởng Quốc phòng, Nguyên soái Andrey Antonovich Grechko, người phản đối ý tưởng sử dụng vũ khí hạt nhân như một giải pháp cuối cùng, và đã lên kế hoạch, nếu Thế chiến III bắt đầu, sẽ bắt đầu cuộc xung đột đó bằng một cuộc tấn công hạt nhân ngay lập tức vào các quốc gia NATO.:245 Vào đầu những năm 1970, quan điểm của Grechko đã gây ra sự phản đối trong quân đội và giới lãnh đạo chính trị, những người muốn Liên Xô có khả năng đưa ra một cuộc tấn công đáp trả nhằm ngăn chặn cuộc chiến với Mỹ, tức là Liên Xô không phải là người tấn công hạt nhân trước như ý tưởng của Grechko.:245–247 Quan trọng hơn, ảnh hưởng ngày càng tăng của Nguyên soái Dmitriy Ustinov đã báo trước một sự thay đổi trong tư duy của Liên Xô về vũ khí hạt nhân.:247 Ustinov là một người có quan hệ chặt chẽ với các phòng thiết kế khác nhau của Liên Xô, và thường đứng về phía các yêu cầu của phòng thiết kế chống lại quân đội liên quan đến việc mua sắm vũ khí.:250–251 Quyết định đặt hàng và giới thiệu RSD-10 Pioneer vào giữa những năm 1970 một phần lớn là do Ustinov muốn chuyển hoạt động mua sắm quân sự ra khỏi tay quân đội và chuyển sang các phòng thiết kế, những người muốn quân đội mua nhiều vũ khí và đa dạng đơn hàng hơn.:251–252

## Triển khai

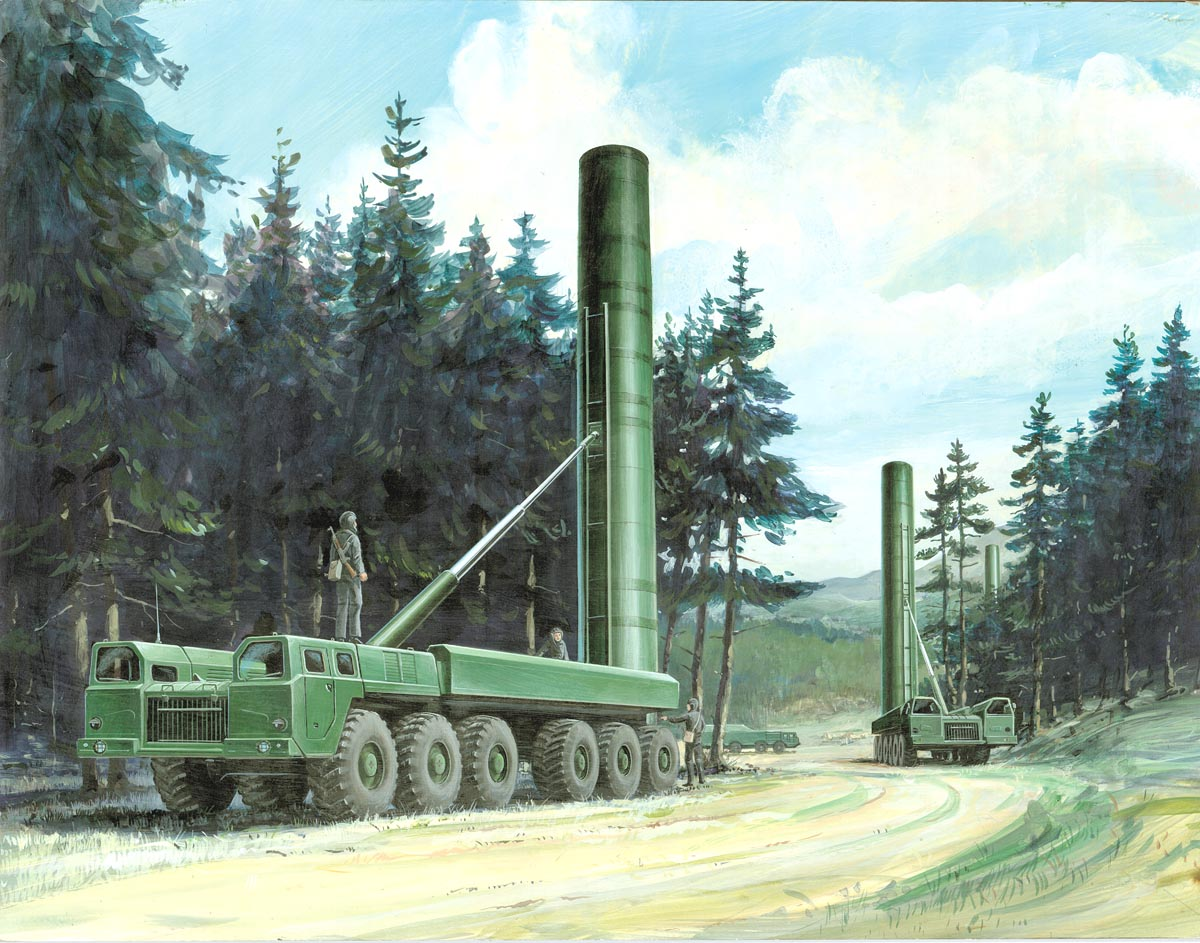
RSD-10 cùng với xe phóng tự hành

Trong khi khối Hiệp ước Warsaw được cho là có ưu thế lớn so với NATO ở Trung Âu, các nhà lãnh đạo Liên Xô cho rằng NATO sẽ sử dụng vũ khí hạt nhân chiến thuật để ngăn chặn một cuộc tấn công quy mô lớn của khối Warsaw. RSD-10 có khả năng tấn công chính xác các mục tiêu căn cứ NATO ở tầm trung. Do đó, Liên Xô có thể dùng RSD-10 để vô hiệu hóa các lực lượng hạt nhân chiến thuật của NATO bằng các cuộc tấn công hạt nhân chính xác cao "như một cuộc phẫu thuật ngoại khoa".
Năm 1979 NATO quyết định sẽ triển khai tên lửa Pershing II và tên lửa hành trình phóng từ mặt đất BGM-109G tại Tây Âu nhằm đối chọi lại tên lửa RSD-10. Vào thời điểm quyết định của NATO được đưa ra, Liên Xô đang có 14 hệ thống tên lửa SS-20, trong đó có 1 hệ thống hoạt động đầy đủ.

## Loại biên

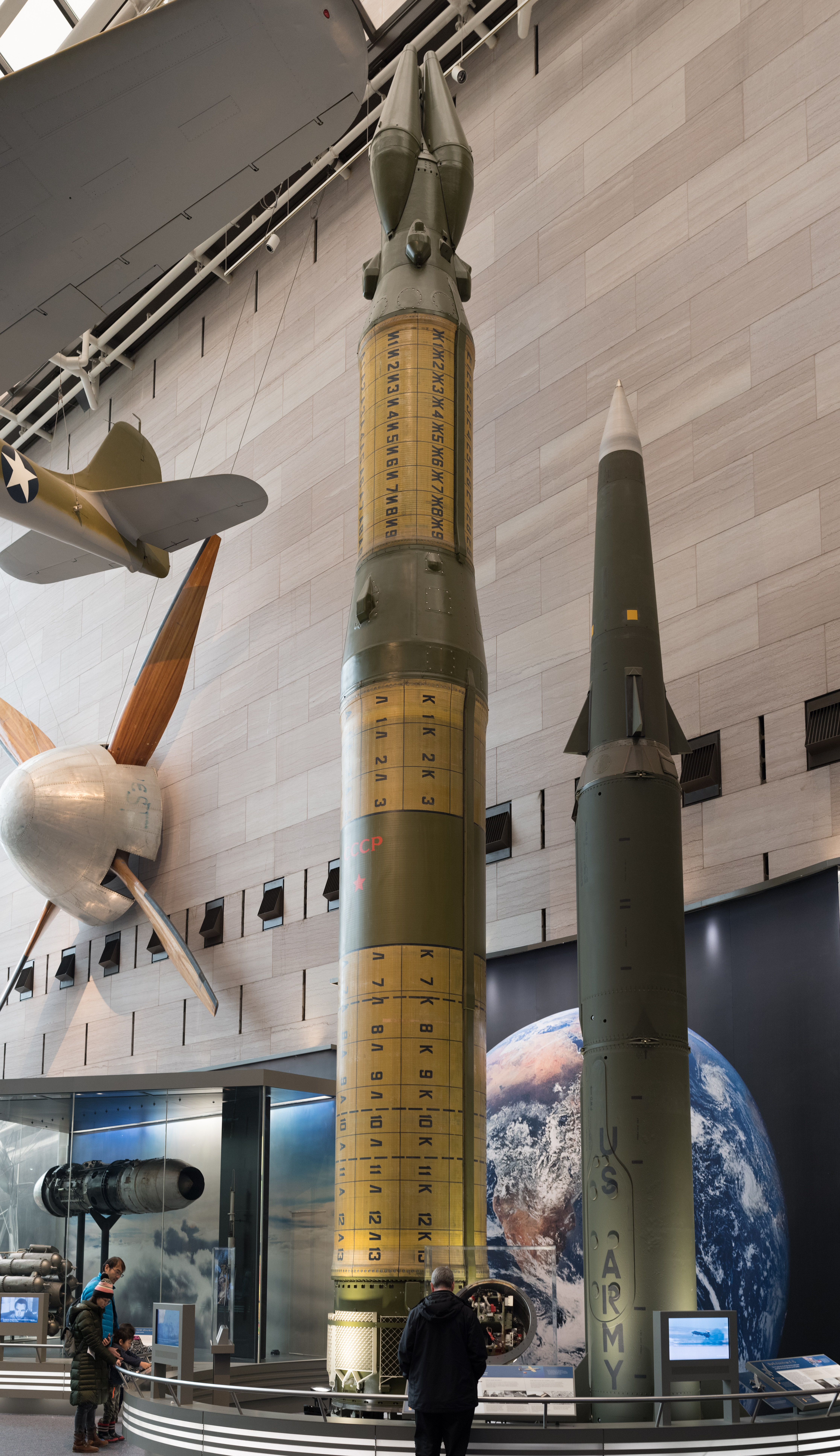
RSD-10 Pioneer với 3 đầu đạn MIRV đặt cạnh tên lửa Pershing II, Bảo tàng Hàng không và Vũ trụ Quốc gia Smithsonian

Tổng cộng 654 tên lửa đã được chế tạo. Chúng và 499 bệ phóng di động liên quan đã bị phá hủy vào tháng 5 năm 1991 theo Hiệp ước Lực lượng Hạt nhân Tầm trung. Mười lăm SS-20, tám BGM-109G Gryphon và bảy tên lửa Pershing II đã được bảo tồn để kỷ niệm thỏa thuận này. Một tên lửa RSD-10 được trưng bày tại Bảo tàng chiến tranh vệ quốc tại Kiev, một đặt tại Bảo tàng không quân Ukraine tại Vinnytsia, Ukraine, và một tên lửa khác được trưng bày tại Bảo tàng Hàng không và Vũ trụ Quốc gia Smithsonian tại Washington, D.C., Mỹ.
Triều Tiên được cho là có sở hữu xe mang phóng tên lửa SS-20 được mua từ Nga hoặc Belarus để mang phóng tên lửa BM25 Musudan của họ.

## Sử dụng
Liên Xô
- Sư đoàn tên lửa cận vệ số 23, Kansk, Krasnoyarsk Krai, c.1983–1988[8]
- Các đơn vị tên lửa khác.

## Link ngoài
- SS-20 - Saber - (MAZ-547A base), RSD-10, Pioneer – Walk around photos
- SS-20 Installations